# اچ‌ام‌اس کاونتری (اف۹۸)
اچ‌ام‌اس کاونتری (اف۹۸) (به انگلیسی: HMS Coventry (F98)) یک کشتی بود که طول آن ۱۴۶٫۵ متر (۴۸۱ فوت) بود. این کشتی در سال ۱۹۸۶ ساخته شد.